# Меловский район
Мело́вский район, местные жители называют район Меловско́й (укр. Міловськи́й район) — бывший район Луганской области Украины, существовавший с 1924 по 2020 год. С 17 июля 2020 года район упразднён, а его территория включена в состав Старобельского района той же области. Административным центром района был пгт Меловое.

## География
- Расстояние от административного центра до Луганска — 142 км. Площадь — 1,0 тыс. км².
- В районе расположен самый восточный населённый пункт Украины — село Ранняя Зоря.
- Территорией района протекают реки: Камышная, Меловая.
- Расположено отделение Луганского заповедника — «Стрелецкая степь».

## Население
14 987 человек (1 января 2019 года), в том числе городское население — 5 810 человек. Сельское: 9 177 человек.

## Административное деление
Количество советов:
- поселковых — 1
- сельских — 7

Количество населённых пунктов:
- пгт — 1 — Меловое
- сёл — 28

## История
Меловской район был основан в 1920 году, в настоящих границах — с 8 марта 1966 года. В состав района входят поселковый совет и 7 сельских, 29 населённых пунктов.

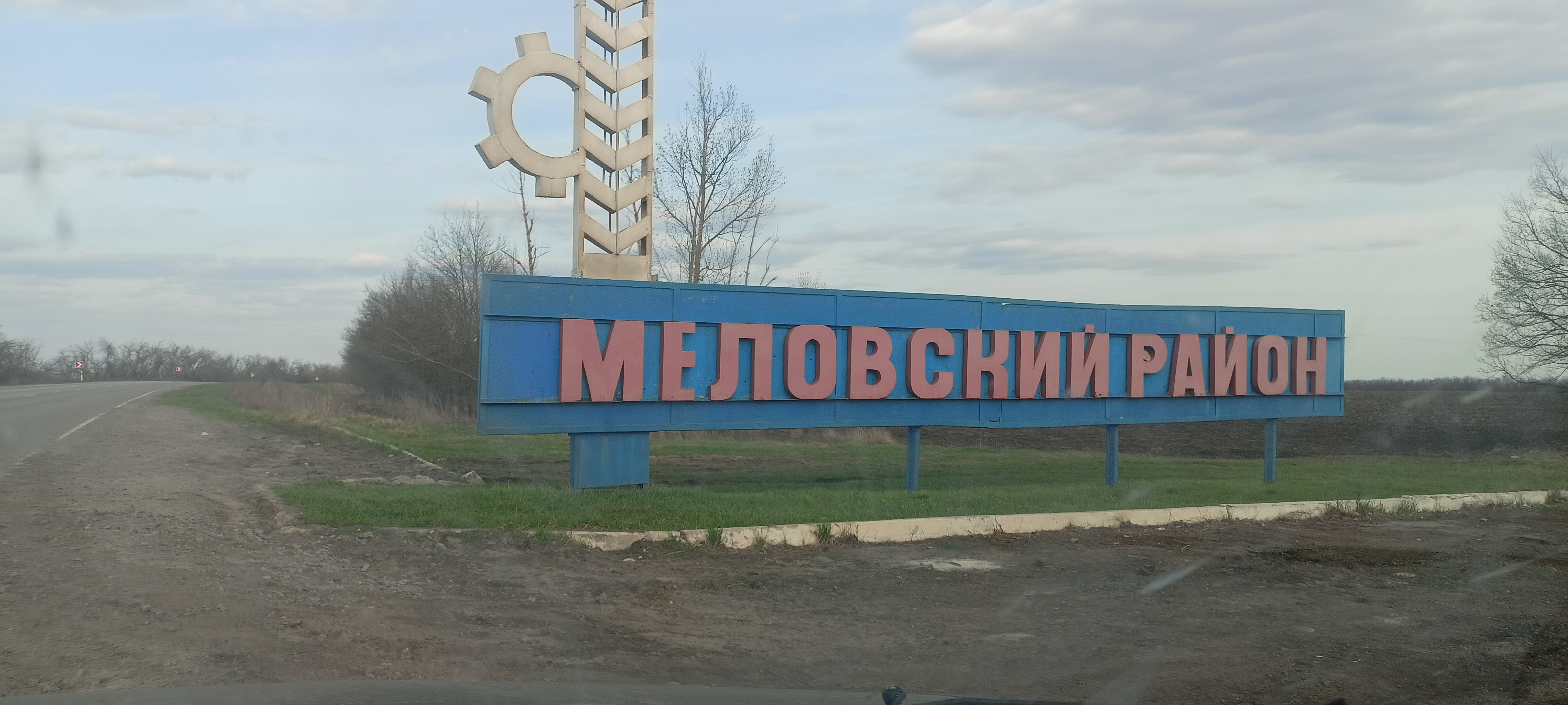

Меловской район — окраина северо-восточной части Луганской области и восток Украины. Граничит на юге и западе с Беловодским, на западе — с Марковским районами Луганской области, на востоке — с Чертковским районом Ростовской области и на севере — с Кантемировским районом Воронежской области России. Протяжённость границ с Чертковским и Кантемировским районами России — 91,25 км, площадь района — 97105 га (971 км²).
По территории района, вдоль границы, проходила железнодорожная магистраль Москва — Кавказ протяжённостью 23,25 км с большой интенсивностью движения пассажирских и грузовых составов. Между станциями Зориновка и Чертково находился стык двух железных дорог — Юго-Восточной и Северо-Кавказской. С 2017 года сквозное движение поездов было вынесено на полностью российский обход района, и в связи с демонтажом участка Гартмашевка — Чертково пограничная железная дорога утратила свой былой статус.
Через территорию района проходят газопроводы высокого давления Оренбург — Западная граница, Оренбург — Новопсков и нефтепровод Куйбышев — Лисичанск.
Центр района — Меловое — посёлок городского типа, расположен на границе с Россией, а раньше с п. Чертково (станция Северо-Кавказской железной дороги, Россия)) составлял одно целое. Автомагистраль соединяет Меловое с пгт. Беловодском, Старобельском и Луганском. Расстояние до областного центра — 142 км. Через путепровод имеется сообщение с населёнными пунктами Ростовской области России.
Первое упоминание о Меловом относится к концу XIX столетия и связано с возникновением станции Чертково.
С Меловского района, нередко называемого восточными воротами Донбасса, началось освобождение Украины в годы Великой Отечественной войны. В честь этого события в п. Меловое в 1972 году был сооружён мемориальный комплекс «Украина — освободителям».
На территории Меловского района находится 11 памятников археологии, представленные преимущественно курганными группами, которые датируются учёными II тысячелетием. до н. э., а также поселение VIII—IX вв. н. э. в селе Моисеевка.
Курганные группы находятся на территории всех сельских и поселкового советов. Археологи относят захоронения к катакомбной и срубной культурам.
В районе имеется 18 памятников истории и культуры, представленные братскими захоронениями советских воинов времен II мировой войны, а также памятник жертвам фашизма в селе Диброва, где в годы II мировой войны находился лагерь военнопленных Красной Армии. В посёлке Меловое на территории Меловской украинской гимназии имеется памятник в честь борцов за установление Советской власти, а также мемориальный комплекс «Украина — освободителям» (образец монументального искусства).
Памятники архитектуры представлены культовыми сооружениями:
- Церкви:
  - с. Пивневка (Троицкая церковь конец XIX — начало XX в.в.);
  - с. Морозовка (конец XIX в.);
  - с. Шелестовка (XIX в.);
- жилые дома (в пгт Меловое);
- административные здания — бывшие земские школы (села: Шелестовка, Никольское, Стрельцовка);
- здание, где в настоящее время находится детская школа искусств (построена в 1950 году);
- больница в селе Зориковка. Большинство этих зданий построено в конце XIX — начале XX веков.

На территории Меловского района проживают 14,9 тыс. чел., в том числе в посёлке — 5,8 тыс. Наибольшую численность составляют украинцы, меньше — русские, незначительная часть белорусов, армян и представителей других национальностей.
Жители района заняты преимущественно сельским хозяйством. В районе создано 11 обществ с ограниченной ответственностью, 3 частных предприятия, 1 государственное предприятие — Стрелецкий конезавод, 1 действующий лицей, 45 фермерских хозяйств, 15 частных предпринимателей, 17 физических лиц, занимающихся обработкой земли, всего 93 землепользователя.
Промышленность района представляет одно предприятие: 000 МЗРМ «Стрелецкая степь».
Медицинское обслуживание населения осуществляется Меловской центральной районной больницей, Зориковской и Новострельцовской сельскими лечебными амбулаториями, 15 фельдшерско-акушерскими пунктами.
Сеть учреждений образования, воспитания и культуры включает в себя 8 общеобразовательных школ I—III ступеней, 5 — I-- ступени, 1 — I ступени аккредитации, 7 детских садов, 1 филиал Луганского профессионального аграрного лицея, детскую школу искусств, 8 сельских Домов культуры, 7 сельских клубов, 17 библиотек, 1 краеведческий музей.
Уровень газификации жилищного фонда по Меловскому району составляет 64 %, всего газифицировано 4336 домов и квартир.
Почва в районе преимущественно чернозёмная. Растительность степного и лесостепного характера. На территории района есть залежи мела, мергеля, глины.
В 12 километрах от Мелового расположен заповедник «Стрельцовская степь» Луганского государственного природного заповедника, где имеется свыше 400 видов растительности, насчитывается около 200 видов птиц и зверей.
Луганский природный заповедник является достоянием нашего государства. Его биологические и ландшафтные достоинства знают не только в странах СНГ, но и в далеком зарубежье — он занесён в список природоохранных объектов в комитете ЮНЭП при ООН. По биологическому разнообразию среди степных заповедников он является одним из наиболее представительных. Ценен заповедник региональными ландшафтами, почвами, растительным и животным миром. Филиал «Стрельцовская степь» занимает в настоящее время 1036 га и представляет собой равнинное плато в окружении балок с обыкновенными малогумусными чернозёмами.
Расположена «Стрельцовокая степь» вблизи села Криничное Меловского района на южных отрогах Средне-Русской возвышенности, где охраняются типчаково-ковыльные степи и популяции сурка степного (байбака). Среди растительности тут доминируют злаки, из кустарников — карагана кустистая, которая в настоящее время густо разрастается, влияя на другие растения, поэтому её приходится выкашивать. Эта степь — эталон непаханных степей, поэтому отмечается большим флористическим разнообразием. Тут произрастает до 700 видов растений, принадлежащих к 51 семейству, 80 видов лекарственных, 20 видов редких, занесённых в Красную Книгу Украины, более 50 — охраняются в Луганской области. Среди них 9 видов ковылей, тюльпаны Шренка, дубравный, змеелистный, пион узколистный, сон-трава, сернуха донская и другие.
Более 90 видов растений — декоративные, около 70 — кормовые, более 40 — медоносные, витаминные, перспективные для введения в культуру. Однако интенсивное антропогенное влияние на окружающие территории, маленькие размеры заповедника привели к исчезновению некоторых видов растений или к уменьшению их популяций (сон-трава, пион узколистный, тюльпан Шренка и другие).
Мало где можно встретить покрытые огненными воронцами (степной пион) степи. Здесь же этой необыкновенной красотой любуются почти все жители района. Его биологические и ландшафтные достоинства знают не только в странах СНГ, но и в далеком зарубежье. Он занесён в список природоохранных объектов в Комитете ЮНЭП при ООН. По биологическому разнообразию среди степных заповедников он является одним из наиболее представительных.
Животный мир «Стрельцовской степи» характеризуется наличием лесных, степных и пустынных видов. Более 220 видов позвоночных животных здесь живёт. Особого внимания заслуживает степной сурок или байбак. В далекие времена эти грызуны были широко распространены в степях Украины. В связи с распашкой земель, браконьерством они уцелели на Украине лишь в «Стрельцовской степи». Отсюда их расселяли по другим регионам Украины (в Асканию-Новую, Хомутовскую степь). Это грызуны из семейства беличьих, отдельные особи достигают в длину 50 см, весят до 12 кг, живут в норах, имеющих несколько выходов, поселяются колониями, на зиму впадают в спячку. В настоящее время в окрестностях заповедника сурков стало намного меньше из-за браконьерства (используют мех, мясо, жир байбаков), безнаказанности.
В последнее время в степи увеличивается количество пришельцев, перебравшихся сюда по системе полезащитных полос; горностай, лесная куница, енотовидная собака, фазаны, завезены были бобры в р. Черепаха. Отмечено около 170 видов птиц, 15 из которых занесены в Красную Книгу Украины, а 7 видов — в Международную Красную Книгу, которые особенно охраняются: луни полевой и степной, скопа, канюки, степные орлы, змееяды, беркуты. Не могут гнездиться на таком небольшом участке целины дрофы, журавль-красавка. Они появляются тут только на пролёте. Серые гуси, гуменники, белолобые казарки и даже лебеди иногда присаживаются тут для отдыха при перелётах. Из 9 имеющихся видов пресмыкающихся 4 занесены в Красную Книгу Украины: гадюка степная восточная, полоз желто-красный и четырёхполосный, медянка. Среди насекомых многие также являются краснокнижными.
На территории Меловокого района в селе Стрельцовка находится ботанический заповедник «Меловые отложения» — местного значения, его общая площадь — 30 гектар. Заказник организован с целью сохранения намеловой флоры, охраны редких эндемичных видов растений, занесённых в Красную Книгу Украины. Памятник природы «Меловые отложения» представляет собой живописные меловые горы правого берега реки Камышной. Склоны меловых гор крутые, обрывистые, отличаются большой изрезанностью рельефа. Значительная часть их лишена почвенного покрова, поэтому роль растений, которые первыми поселяются по мелу, очень велика. Это исоок меловой, льнянка меловая, норичник меловой, смолёвка меловая, чабрец меловой, полынь донская и беловойлочная и др. Эти растения растут только по мелу. На мелкозёме сохранились единственные на Украине заросли копеечника мелового. Из более 100 видов выявленных растений 27 эндемиков, 2 реликтовых (осока низкая, истод сибирский), 15 охраняемых: 4 занесены в Красную Книгу СНГ, 2 — в Красную Книгу Украины, 9 — охраняемые в Луганской области.
Главная задача этой охраняемой территории сохранить для будущего уникальные растительные сообщества, меловые отложения, образовавшиеся из раковин моллюсков, как живых свидетелей далекого прошлого нашего края — великого моря, которое существовало тут десятки миллионов лет тому назад.
Орнитологический заказник местного значения «Зориновский» занимает 20 гектар. Этот лиман является верховым озером, расположенным на водоразделе р. Камышной и р. Меловой.
На территории Меловского района в селе Стрельцовка находится ботанический заказник «Меловые отложения» местного значения. Заказник организован с целью сохранения намеловой флоры, охраны редких растений, занесённых в Красную Книгу Украины. Памятник природы «Меловые отложения» представляет собой живописные меловые горы правого берега реки Камышной.
Орнитологический заказник местного значения «Зориновский» занимает площадь 20 гектаров. Этот лиман является верховым озером, расположенным на водоразделе реки Камышной и реки Меловой. Мелководность, густые заросли камыша, осоковых служат местом обитания водоплавающей птицы. В окружении распаханных степных массивов «Зориновский лиман» является уникальным памятником природы.
История района пишется его жителями, их боевыми и трудовыми подвигами, яркими самобытными талантами.
На процветание района работали в Москве земляк новоникольцев вице-президент академии наук СССР, дважды Герой Социалистического труда, министр геологии А. В. Сидоренко, ответственный работник Госплана Украины И. Д. Рубан.

## Экономика
Меловский завод рафинированных масел.

## Транспорт
- Через район проходит автодорога Р-07 «Чугуев—Меловое»
- Имеестся сообщение с Луганском, Беловодском, Старобельском, Алчевском, Северодонецком.

## Достопримечательности
Памятник воинам-освободителям. Улица дружбы народов. Половина улицы находится на территории Украины, а другая — на территории России.

## Известные уроженцы
- Ляшенко, Харитон Александрович (1899—1998) — Полный кавалер ордена Славы. Родился в селе Никольское.
- Магражданова, Анастасия Тимофеевна (род. 1928) — советская работница сельского хозяйства, звеньевая совхоза, Герой Социалистического Труда.
- Овчаренко, Илья Пантелеевич (1926—1978) — советский скульптор. Родился в селе Мусиевка.
- Федоренко, Фёдор Михайлович (1903—19??) — советский военачальник, полковник. Родился в селе Шелестовка.
- Радченко, Иван Васильевич (агроном) (17.08.1935 — 24.01.1997) — Герой Социалистического Труда, родился в селе Зориковка.